# Douglas Lowe
Douglas Gordon Arthur Lowe (Manchester, 7 de agosto de 1902 – Cranbrook, 30 de março de 1981) foi um meio-fundista e bicampeão olímpico britânico.
Com talento para o atletismo desde a adolescência, dedicou-se às corridas de meio-fundo e conquistou vários títulos escolares, intercolegiais e universitários, em competições entre as universidades de Oxford e Cambridge, onde estudou Direito, antes de competir nos Jogos Olímpicos. Em Paris 1924, ele venceu os 800 m em 1:52.4, um novo recorde europeu na distância. Também disputou os 1500 m ficando na quarta colocação, numa prova vencida pelo finlandês voador Paavo Nurmi.
Em 1926 ele estabeleceu um recorde mundial para as 600 jardas, marca então reconhecida pela IAAF. Campeão britânico também das 440 e 880 jardas, distâncias não-olímpicas, em 1927 e 1928, voltou aos Jogos em Amsterdã 1928 para defender seu título e tornou-se bicampeão olímpico dos 800 metros, marcando seu melhor tempo pessoal da carreira e recorde olímpico, 1:51.8, devastando seus concorrentes com uma distância final de mais de cinco metros para o segundo colocado.
Retirou-se do atletismo em 1928 e seguiu a a carreira de advogado por mais de 35 anos até tornar-se juiz em 1964. Em 1980, antes da produção do filme Carruagens de Fogo, que cobriu vários aspectos do atletismo britânico em Paris 1924, Lowe foi contatado pelos produtores para prestar seu apoio e testemunho a fatos ocorridos e ser retratado nele, junto com as sagas de Harold Abrahams e Eric Liddell, mas declinou o convite, declarando que não queria ser envolvido nele. Em consequência disso, o personagem "Lord Andrew Lindsay" - calcado no campeão olímpico Lord David Burghley - apareceu na história em seu lugar.